# Petar Šarčević (bacač kugle)
Petar Šarčević je bio (27. kolovoza 1923. – lipanj 2002.) Srbijanski športaš, podrijetlom Hrvat iz Bačke (Vojvodina).
Bavio se s nekoliko športskih disciplina, a najpoznatiji su njegovi dosezi u bacanju kugle i košarci. U bacanju kugle je sedam puta bio prvak Jugoslavije te dvaput balkanski prvak. Vrijedi istaknuti i njegov rezultat iz 1948. kojim je postao prvakom: njegovih bačenih 14,09 metara je za ono vrijeme bio izvrstan rezultat, čak i u svjetskim mjerilima. Na EP 1950. je osvojio 5. mjesto s 14,90 metara. Nedostajalo mu je četvrtinu metra za brončano odličje.
Pored atletičarske, Šarčević je ostvario i košarkašku karijeru. Bio je igrao u prvoj momčadi KK "Akademičar" i kasnije KK "Mladosti" 1946.
Po okončanju aktivne športske karijere, radio je kao profesor tjelesnog. Bio je jedno razdoblje dekan na Fakultetu za tjelesnu kulturu u Beogradu.

## Vanjske poveznice
- HAŠK Mladost  Arhivirana inačica izvorne stranice od 28. rujna 2007. (Wayback Machine) In memoriam Petar Šarčević i Zdravko Ježić
- Atletski savez Beograda  Arhivirana inačica izvorne stranice od 7. kolovoza 2007. (Wayback Machine)